# Tom Clancy's H.A.W.X.
Tom Clancy's HAWX ("High Altitude Warfare experimental squadron") (en español: "Escuadrón Experimental de Guerra a Gran Altitud") es un videojuego del tipo simulador de combate aéreo de la serie Tom Clancy's desarrollado por Ubisoft Rumania y publicado por Ubisoft para Microsoft Windows, Xbox 360, y PlayStation 3.
Fue lanzado para Xbox y PlayStation el 6 de marzo de 2009 en los Estados Unidos, y para Windows el 17 de marzo. Se anunció una versión de Wii, pero finalmente se canceló. En septiembre de 2010, se lanzó una secuela titulada, Tom Clancy's H.A.W.X 2 para Xbox 360 y PlayStation 3. Las versiones de Microsoft Windows y Wii se lanzaron en noviembre de 2010.

La historia del juego tiene lugar durante el tiempo de Tom Clancy's Ghost Recon Advanced Warfighter 2. H.A.W.X. se establece en un futuro cercano, donde las compañías militares privadas han reemplazado esencialmente a los militares dirigidos por el gobierno en varios países. El jugador toma el papel de David Crenshaw; un piloto de élite de la Fuerza Aérea de los Estados Unidos, que fue reclutado para luchar contra quien sea y cuando se lo indiquen. Después, Crenshaw tiene que regresar a la Fuerza Aérea  con su equipo, para evitar un ataque contra los Estados Unidos.

## Sistema de juego
El juego muestra una interfaz avanzada (ERS), que incluye radares, detección de misiles, sistema anti-choque, sistema de control de daños, mapa táctico, control de trayectoria de armas y la capacidad de dar órdenes a un escuadrón de la IA. 
Cuando esté completamente activada, la ERS proporciona asistencia para el jugador. Se podrá prescindir de algunos de los sistemas incluidos en la ERS, para aumentar la dificultad del juego y para dar al jugador más facilidad de maniobra sobre la aeronave.
Se podrá cambiar entre un punto de vista en la cabina 'primera persona' a una en 'tercera persona'. Hay una vista adicional en tercera persona que da al jugador una vista externa de la nave y su objetivo.
La vista en tercera persona te permitirá hacer maniobras muy útiles como la "Caída en pérdida" para evitar los misiles de los enemigos y poder tomar posiciones en su retaguardia; solo decir que cuesta un poco maniobrar pero, con práctica, eso no resultará difícil al transcurso del juego, una vez que se sepa como usar, será muy útil.

## Recepción
Tom Clancy's HAWX ha recibido tanto críticas positivas como negativas. Entre otras cosas, se ha criticado la caída en los cuadros por segundo, en batallas con múltiples aviones y la falta de detalle en el terreno al momento de volar a baja altura

## Aeronaves
Tom Clancy's H.A.W.X. contiene 54 aviones en total (incluyendo aviones extras VIP de Ubisoft y de pedido por adelantado):
- A-7 Corsair II
- A-10A Thunderbolt II
- A-12 Avenger II (Pedido en GameCrazy)
- AV-8B Harrier II
- EA-6B Prowler
- EF-111A Raven
- Mitsubishi F-2
- F-4G Phantom
- Northrop F-5A Freedom Fighter
- F-5E Tiger II
- F-14A Tomcat
- F-14D Super Tomcat
- F-15 ACTIVE
- F-15C Eagle
- F-15E Strike Eagle
- F-16 Fighting Falcon
- F/A-18 HARV (Pedido en BestBuy)
- F-20 Tigershark
- F-22 Raptor
- F-35 Lightning II
- F-117 Nighthawk
- F/A-18 RC
- F/A-18C Hornet
- F/A-18E Super Hornet
- F-14B Bombcat
- Eurofighter Typhoon
- FB-22 Strike Raptor (Pedido en GameStop)
- MiG-21 Fishbed
- MiG-25 Foxbat
- MiG-29 Fulcrum
- MiG-33 Super Fulcrum
- Mirage III
- Mirage IV P
- Mirage V
- Mirage 2000 C
- Mirage 2000-5
- Mirage F1
- Dassault Rafale C
- Saab 35 Draken (Ubisoft VIP)
- Saab 39 Gripen
- Su-25 Frogfoot
- Su-27 Flanker
- Su-32 FN
- Su-34 Fullback
- Su-35 Super Flanker
- Su-37 Terminator
- Su-47 Berkut
- Grumman X-29
- XA-20 Razorback (Ubisoft VIP)[n. 1]
- YF-12A Blackbird
- YF-17 Cobra
- YF-23 Black Widow II
- SEPECAT Jaguar

Notas
1. ↑  Este avión aparece en Tom Clancy's EndWar

## Secuela
La segunda entrega de Tom Clancy's H.A.W.X., llamada Tom Clancy's H.A.W.X.2 se estrenó en 2010 para las plataformas Playstation 3, Xbox 360, Wii y PC.[cita requerida]